# Kathryn Bigelow
Kathryn Ann Bigelow (sinh ngày 27 tháng 11 năm 1951) là một đạo diễn phim truyền hình người Mỹ. Những bộ phim thành công nhất của bà là Near Dark (1987) thể loại kinh dị, Point Break (1991) - hành động lượn sóng, The Weight of Water (2000) và câu chuyện chiến tranh The Hurt Locker (2009). The Hurt Locker đã được trao Giải Oscar cho phim xuất sắc nhất năm 2009, được trao Giải thưởng của BAFTA cho phim xuất sắc nhất, và đã được đề cử Giải Quả cầu Vàng cho phim kịch nghệ xuất sắc nhất năm 2010.
Với phim The Hurt Locker, Bigelow trở thành người phụ nữ đầu tiên nhận được Giải Oscar cho đạo diễn xuất sắc nhất, the Giải thưởng của Hội đạo diễn Hoa Kỳ cho chỉ đạo diễn xuất xuất sắc,, Giải thưởng của BAFTA cho chỉ đạo diễn xuất xuất sắc nhất, và giải thưởng Sự lựa chọn của nhà phê bình cho đạo diễn xuất sắc nhất.
Tháng 4 năm 2010, Bigelow đã được ghi tên vào danh sách Time 100, gồm một trăm người có ảnh hưởng nhất trong năm.

## Thời trẻ
Bigelow sinh tại San Carlos, California, Mỹ. Khi là một học sinh của lớp Mỹ thuật, bà rất có năng khiếu sáng tạo. Bà ghi danh vào Học viện Mỹ thuật San Francisco vào mùa thu năm 1970 và nhận Bằng cử nhân Mỹ thuật vào tháng 12 năm 1972. Khi vẫn đang học tại Học viện, bà được nhận vào chương trình học bổng Nghiên cứu độc lập của Bảo tàng Nghệ thuật Hoa Kỳ Whitney.
Bigelow tham gia chương trình tốt nghiệp điện ảnh tại Đại học Columbia, ở đây bà học lý thuyết và phê bình, và được cấp bằng thạc sĩ. Những giáo sư của bà gồm Vito Acconci, Sylvère Lotringer và Susan Sontag, đã cùng bà hoạt động với nhóm Nghệ thuật & Ngôn ngữ. Bà cũng giảng dạy tại Học viện Mỹ thuật California.

## Sự nghiệp đạo diễn
Phim ngắn đầu tiên của Bigelow, The Set-Up (1978), là một tập phim 20 phút phân tích sự bạo lực trong phim ảnh. Phim có cảnh hai người đàn ông (có sự tham gia của Gary Busey) đang đánh nhau và nhà ký tượng học Sylvère Lotringer và Marshall Blonsky phân tích ý nghĩa của những lời nói của họ." Bộ phim dài đầu tay của Bigelow là The Loveless (1982), bộ phim mà bà hợp tác với đạo diễn Monty Montgomery và giới thiệu Willem Dafoe trong vai diễn đầu tiên của anh. Tiếp tục, bà đạo diễn cho Near Dark (1987), cùng viết kịch bản với Eric Red. Cùng năm đó, bà làm đạo diễn cho đoạn nhạc phim "Touched by the Hand of God cho phim New Order.
Eric Red cũng cùng viết kịch bản với Bigelow trong bộ phim của bà năm 1990, Blue Steel. Blue Steel gồm các diễn viên Jamie Lee Curtis trong vai một cảnh sát tân binh, bị một kẻ giết người thần kinh theo sát, diễn bởi Ron Silver.
Bộ phim tiếp theo của Bigelow là Point Break (1991), với diễn viên Keanu Reeves trong vai một điệp viên FBI theo sát băng cướp vũ trang "Ex-Presidents", cầm đầu bởi Patrick Swayze mang mặt nạ Reagan, Nixon, LBJ và Jimmy Carter khi chúng cướp ngân hàng. Năm 1993, bà đạo diễn một tập trong sê-ri phim truyền hình Wild Palms.
Bộ phim năm 1995 của Bigelow, Strange Days được biên tập và sản xuất bởi James Cameron, chồng cũ của bà. Bà tiếp tục làm đạo diễn cho Homicide: Life on the Street vào 1997 và 1998.
Dựa trên tiểu thuyết The Weight of Water của tác giả Anita Shreve, bộ phim cùng tên năm 2000 của Bigelow The Weight of Water nói về hai người phụ nữ mắc trong một mối quan hệ ngột ngạt. Bộ phim này khác với các phim trước của Bigelow ở chỗ nó không có những hành động có mục đích và những sự việc gây sững sờ.
Năm 2002, bà đạo diễn cho phim K-19: The Widowmaker, diễn viên Harrison Ford, về một nhóm những người đàn ông trên một chiếc tàu ngầm hạt nhân của Liên bang Soviet. Mặc dù có diễn biến gồm các pha hành động, bộ phim rất được ưa thích, và đã nhận được nhiều sự phản ứng từ các nhà phê bình, đạt được tổng điểm là 58 trên Metacritic.

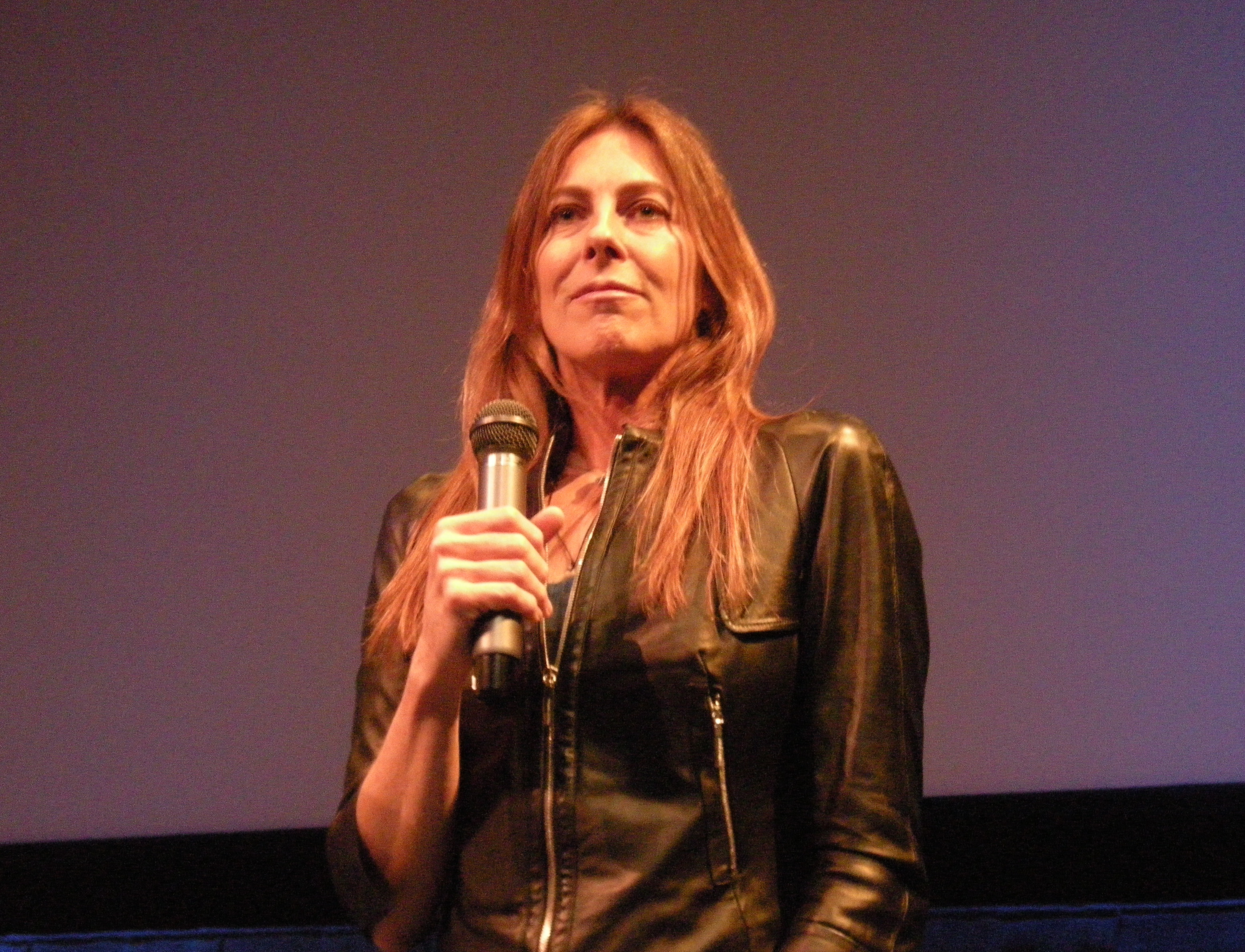
Bigelow đang phát biểu tại Lễ hội Phim Quốc tế Seattle năm 2009.

Bộ phim tiếp theo mà bà làm đạo diễn là The Hurt Locker, được công chiếu đầu tiên tại Lễ hội Phim Venice vào tháng 9 năm 2008 và được phát hành tại Mỹ vào tháng 6 năm 2009. Lấy bối cảnh chiến tranh Iraq, bộ phim nhận được "sự ca ngợi trên toàn thế giới" (theo Metacritic) và nhận được tỉ lệ "tươi mới" là 97% từ "Những nhà phê bình" của Rotten Tomatoes. Gồm các diễn viên Jeremy Renner, Brian Geraghty và Anthony Mackie, và một đoạn ngắn có sự xuất hiện của Guy Pearce, David Morse và Ralph Fiennes. Bà đã được nhận Giải thưởng của Hiệp Hội Đạo diễn Hoa Kỳ cho Chỉ đạo diễn xuất xuất sắc nhất của Hiệp Hội Đạo diễn Hoa Kỳ (trở thành người đầu tiên nhận được giải thưởng này), và bà cũng nhận được đề cử Quả cầu vàng cho chỉ đạo diễn xuất xuất sắc. Năm 2010, bà nhận được Giải thưởng cho đạo diễn xuất sắc nhất; The Hurt Locker trở thành Phim xuất sắc nhất trong Giải thưởng Viện Hàn Lâm Anh quốc lần thứ 63. Bà cũng trở thành nữ đạo diễn đầu tiên nhận được Giải Oscar cho Đạo diễn xuất sắc nhất trong phim The Hurt Locker.

## Những việc làm khác
Khoảng năm 1980, bà làm người mẫu cho một quảng cáo của hãng thời trang Gap. Bà cũng tham gia diễn xuất trong phim Born In Flames của Lizzie Borden năm 1983 với vai tổng biên tập tờ báo bình quyền; và vào năm 1988, bà đóng vai thủ lĩnh của một băng cướp cao bồi nữ trong đoạn nhạc phim Martini Ranch Reach của James Cameron.

## Các bộ phim
| Năm  | Phim                 | Vai trò               | Ghi chú |
| ---- | -------------------- | --------------------- | --- |
| 1982 | The Loveless         | Đạo diễn/Biên kịch    | |
| 1987 | Near Dark            | Đạo diễn/Biên kịch    | Lễ hội Phim hư cấu Toàn cầu Brussels - Silver Raven Đề cử Giải Saturn cho chỉ đạo diễn xuất xuất sắc nhất |
| 1989 | Blue Steel           | Đạo diễn/Biên kịch    | |
| 1991 | Point Break          | Đạo diễn              | |
| 1995 | Strange Days         | Đạo diễn              | Giải Saturn cho chỉ đạo diễn xuất xuất sắc nhất |
| 2000 | The Weight of Water  | Đạo diễn              | Đề cử Giải Golden Shell tại Lễ hội phim Toàn cầu San Sebastián Golden Shell |
| 2002 | K-19: The Widowmaker | Đạo diễn/Nhà sản xuất | |
| 2009 | The Hurt Locker      | Đạo diễn/Nhà sản xuất | Academy Award for Best Director Academy Award for Best Picture AFI Dallas Film Festival - Giải Ngôi sao Dallas Giải dành cho đạo diễn xuất sắc nhất của Alliance of Women Film Journalists Award Giải dành cho nữ đạo diễn xuất sắc nhất của Alliance of Women Film Journalists Award Austin Film Critics Association Giải thưởng cho đạo diễn xuất sắc nhất Boston Society of Film Critics Award for Best Director British Academy of Film and Television Arts Award for Best Film British Academy of Film and Television Arts Award for Best Direction Broadcast Film Critics Association Award for Best Film Broadcast Film Critics Association Award for Best Director Chicago Film Critics Association Best Director Columbia University - "Andrew Sarris" Award Denver Film Critics Society Award for Best Director Directors Guild of America Award for Outstanding Directorial Achievement in Motion Pictures Hollywood Film Festival Giải thưởng cho đạo diễn xuất sắc nhất của năm Houston Film Critics Society Award for Best Director Kansas City Film Critics Circle Award for Best Director Las Vegas Film Critics Society Award for Best Director Los Angeles Film Critics Association Award for Best Director London Film Critics Circle Award for Director of the Year National Society of Film Critics Award for Best Director New York Film Critics Circle Award for Best Director New York Film Critics Online Giải thưởng cho đạo diễn xuất sắc nhất Oklahoma Film Critics Circle Award for Best Director Online Film Critics Society Award for Best Director Producers Guild of America Award cho Phim truyền hình San Francisco Film Critics Circle Award for Best Director Santa Barbara International Film Festival Giải thưởng cho đạo diễn xuất sắc nhất của năm Satellite Award for Best Director Seattle International Film Festival Giải Golden Space Needle cho đạo diễn xuất sắc nhất Southeastern Film Critics Association Award for Best Director St. Louis Gateway Film Critics Association Award for Best Director Vancouver Film Critics Circle Award for Best Director Venice Film Festival Giải thưởng SIGNIS Grand Prize Giải Venice Film Festival Arca Cinemagiovani Giải Venice Film Festival Young Cinema Giải Venice Film Festival Human Rights Film Network Washington D.C. Area Film Critics Association Giải thưởng cho đạo diễn xuất sắc nhất |

### Phim truyền hình
- Sê-ri phim truyền hình Karen Sisco (2004)
  - Tập 10: "He Was a Friend of Mine"
- Sê-ri phim truyền hình Homicide: Life on the Street (1993–99)
  - Tập: "Fallen Heroes" Phần 1 & 2, "Lines of Fire"
- Sê-ri phim truyền hình Wild Palms (1993)
  - Tập 3: "Rising Sons"